# 스티븐 힐런버그
스티븐 맥도넬 힐런버그(영어: Stephen Mcdannell Hillenburg, 1961년 8월 21일 ~ 2018년 11월 27일)는 미국의 해양학자이자 애니메이션 감독이다. 그는 자신이 연구하는 바다생물을 토대로, 현재 잘 알려진 네모바지 스폰지밥을 제작하였다
1999년에는 마침내 네모바지 스폰지밥이 첫 방영을 시작하였고 방영 초창기부터 선풍적인 인기를 끌며 2004년에는 극장판이 개봉하였다. 그러나 힐런버그는 2004년 극장판을 마지막으로 감독직을 그만두었으며, 그 이후 2005년부터 보글보글 스폰지밥의 감독은 '폴 티빗'이라는 작가가 맡았으나, 약 10년만인 2015년, 당시 9기를 방영하던 도중 힐런버그 감독이 복귀하였고 폴 티빗과 힐런버그 감독이 공동감독을 진행하다가, 10기때부터는 힐런버그가 독자적으로 감독을 맡게 되었다.
그러나 2017년 3월 힐렌버그는 자신이 근위축성 측색 경화증 (루게릭병) 초기 진단을 받았다는 소식을 알렸다. 이후 힐렌버그는 "팬들에게 내가 루게릭병에 걸렸다는 사실을 직접 알리고 싶었다."라고 성명서에 작성하였으며, 병에 걸렸음에도 불구하고 계속 스폰지밥을 제작하면서 자신이 할 수 있는 한 다른 모든 일에 열정을 쏟으려고 노럭하였다.
2018년 11월 27일, 힐런버그는 근위축성 측색 경화증 (루게릭병)으로 투병하던 도중에 58세를 일기로 타계했다.

## 제작 작품
- 《보글보글 스폰지밥》 (2004년)
- 《스폰지밥 3D》 (2015년)
- 《스폰지밥 무비: 핑핑이 구출 대작전》 (2020년)